# 長塚真琴
長塚 真琴（ながつか まこと、1968年9月17日 - ）は、日本の法学者。専門は日仏著作権法。学位は、修士（法学）（一橋大学・1993年）一橋大学大学院法学研究科教授。東京都中野出身。

## 経歴
- 1968年9月17日 東京都中野で生まれる。
- 1987年 千葉県立千葉高校卒業
- 1991年 一橋大学法学部卒業
- 1996年 一橋大学大学院法学研究科博士後期課程[1]
- 1996年 - 2003年 小樽商科大学商学部企業法学科助教授
  - その間、2001年から2002年までフランスのポワティエ大学法的国際協力センター客員研究員
- 2003年 - 2014年 獨協大学法学部法律学科准教授
- 2014年4月 - 一橋大学大学院法学研究科教授（一橋大学在学時に所属していた一橋・津田塾・農工大ギター部の顧問も務める）

## 研究
日仏の知的財産法、特に著作権法を研究している。

## 著書(分担執筆)
- 「2条1項12号、64条、65条、附則10条」半田正夫・松田政行編著『著作権法コンメンタール』（勁草書房、2009年）